# Ryszard Buczkowski
Ryszard Mieczysław Buczkowski – polski inżynier, profesor nauk technicznych.

## Życiorys
W 1979 ukończył studia transportowe w Politechnice Szczecińskiej, w 1991 obronił pracę doktorską pt. Inkrementelle Finite-Elemente Modellierung des Kontaktproblems mit Berucksichtigung der nichtlinearen Eigenschaften der Kontaktzone, w 2000 habilitował się na podstawie pracy zatytułowanej Statystyczne modele powierzchni chropowatych do analizy zagadnień kontaktowych metodą elementów skończonych. W 2016 uzyskał tytuł profesora nauk technicznych.
Pracuje w Zachodniopomorskim Uniwersytecie Technologicznym w Szczecinie, oraz należy do Rady Dyscyplin Naukowej - Inżynierii Mechanicznej ZUT.
Został zatrudniony w Akademii Morskiej w Szczecinie i w Politechnice Łódzkiej.